# Sistema penitenciario de Crofton
Se denomina Sistema penitenciario de Crofton, Sistema de Crofton o, igualmente, Sistema penitenciario irlandés, atribuido a Sir Walter Crofton quien, siguiendo las resoluciones del Congreso Internacional Penitenciario de Londres de 1872, desarrolló un programa de asistencia al reo que trataba de reintegrarlo a la sociedad civil, añadiendo a los pasos tradicionales de otros sistemas progresivos (primero prisión rigurosa; segundo, trabajo en común y tercero, libertad condicional), un cuarto previo al tercero en el que el preso pasaba a un campo intermedio de prisión, menos riguroso y, generalmente, de trabajo, o bien a granjas o fábricas, durmiendo luego en la prisión.
Además, el paso de un periodo a otro, o de una escala a otra, dependía de un sistema de vales que el preso obtenía en función de su conducta y trabajo, pudiendo incluso perder un grado si no obtenía los vales suficientes (en esto se diferenciaba del sistema de Australia).
El sistema se implantó primero en Irlanda en 1883, de ahí su denominación en algunos casos. Por Real Decreto de 23 de diciembre de 1889 se reguló en España un sistema similar en el que los cuatro grados eran conocidos como: celular, instructivo, intermedio y de circulación libre, pero solo aplicable al penal de Ceuta. El éxito del sistema hizo que, también por Real Decreto, el 3 de junio de 1901 se ampliase al resto del estado.[cita requerida]
Con pequeñas modificaciones, los sistemas penitenciarios europeos se basan en este modelo en la actualidad.[cita requerida]